# MBC 뉴스데스크 포항·경주·영덕·울진·울릉
《MBC 뉴스데스크 포항·경주·영덕·울진·울릉》은 포항MBC TV에서 매주 월요일부터 목요일 오후 8시 30분, 금요일 오후 8시 10분에 방송 중인 경북 지역 메인 뉴스 프로그램이다.

## 개요
포항MBC 뉴스데스크로 읽는다.

## 앵커
| 대수 | 앵커   | 앵커   | 진행 기간                          | 비고        |
| 대수 | 남성   | 여성   | 진행 기간                          | 비고        |
| ---- | ------ | ------ | ---------------------------------- | ----------- |
| 1대  | 전세용 | 김정진 | 일자 미상 ~ 일자미상               |             |
| 2대  | 홍태균 | 김정진 | 일자 미상 ~ 일자미상               |             |
| 3대  | 빈칸   | 장해린 | 일자 미상 ~ 2023년 3월 12일        |             |
| 임시 | 전세용 | 빈칸   | 2023년 3월 13일 ~ 2023년 3월 23일  |             |
| 4대  | 빈칸   | 강민경 | 2023년 3월 24일 ~ 2023년 11월 19일 |             |
| 5대  | 빈칸   | 한주희 | 2023년 11월 20일 ~ 2024년 8월 31일 | [ 1 ]       |
| 6대  | 빈칸   | 신윤아 | 2024년 9월 1일 ~ 현재              | [ 2 ] [ 3 ] |

## 경쟁 프로그램
- KBS 뉴스 9 대구·경북 (KBS 대구 1TV)
- TBC 8 뉴스 (TBC TV)